# Keith Greene
Keith Greene (London, 1938. január 5. – 2021. március 8.) brit autóversenyző.

## Pályafutása
Édesapja, Syd Greene volt a Gilby Engineering tulajdonosa.
Keith 1959 és 1962 között öt világbajnoki Formula–1-es versenyen szerepelt, kivétel nélkül mindegyiken a Gilby alakulatával. Az öt alkalomból mindössze háromszor tudta magát kvalifikálni a futamokra is. Pontot egyszer sem szerzett, célba is csak egy alkalommal ért; az 1961-es brit nagydíjon lett tizenötödik. Pályafutása alatt részt vett több, a világbajnokság keretein kívül rendezett Formula–1-es versenyen is. 
1959-ben Alan Stacey váltótársakként elindult a Le Mans-i 24 órás viadalon. Kettősük százötvenhat kör megtétele után kiesett.

## Eredményei

### Teljes Formula–1-es eredménylistája
(Táblázat értelmezése)

(Félkövér: pole-pozícióból indult; dőlt: leggyorsabb kört futott) 

| Év   | Csapat            | Modell     | Motor       | 1   | 2   | 3   | 4   | 5      | 6      | 7      | 8   | 9   | 10  | Helyezés | Pont |
| ---- | ----------------- | ---------- | ----------- | --- | --- | --- | --- | ------ | ------ | ------ | --- | --- | --- | -------- | ---- |
| 1959 | Gilby Engineering | Cooper T43 | Climax L4   | MON | 500 | NED | FRA | GBR Nk | GER    | POR    | ITA | USA |     | -        | 0    |
| 1960 | Gilby Engineering | Cooper T45 | Maserati L4 | ARG | MON | 500 | NED | BEL    | FRA    | GBR Ki | POR | ITA | USA | -        | 0    |
| 1961 | Gilby Engineering | Gilby 1961 | Climax L4   | MON | NED | BEL | FRA | GBR 15 | GER    | ITA    | USA |     |     | -        | 0    |
| 1962 | Gilby Engineering | Gilby 1962 | BRM V8      | NED | MON | BEL | FRA | GBR    | GER Ki | ITA Nk | USA | RSA |     | -        | 0    |

### Le Mans-i 24 órás autóverseny
| Év   | Csapat                 | Autó       | Csapattárs  | Helyezés |
| ---- | ---------------------- | ---------- | ----------- | -------- |
| 1959 | Team Lotus Engineering | Lotus MK17 | Alan Stacey | Kiesett  |

## Külső hivatkozások
- Profilja a grandprix.com honlapon (angolul)
- Profilja a statsf1.com honlapon (angolul)